# Efren Reyes
Efren Reyes, född 26 augusti 1954 i Angeles City, är en filippinsk biljardspelare. Reyes har vunnit otaliga biljardturneringar inom framför allt 9-ball och 8-ball, och anses vara världens bästa poolspelare. Han har fått smeknamnet "magikern".